# Урош Николич
Урош Николич (серб. Урош Николић/Uroš Nikolić, нар. 14 грудня 1993, Ниш) — сербський футболіст, півзахисник ізраїльського клубу «Маккабі» (Тель-Авів).

## Клубна кар'єра
Народився 14 грудня 1993 року в місті Ниш. Вихованець юнацьких команд футбольних клубів «Раднички» (Ниш) та «Партизан».
У дорослому футболі дебютував 2012 року виступами за угорську команду «Відеотон», також грав за другу команду цього клубу і в оренді за «Академію Пушкаша».
На початку 2015 року повернувся на батьківщину, ставши гравцем «Ягодини», кольори якої захищав півтора роки.
5 серпня 2016 року уклав контракт з білоруським «Динамо» (Мінськ), де протягом двох з половиною сезонів був одним з основниї гравців середини поля і звідки на початку 2019 року перейшов до ізраїльского «Маккабі» (Тель-Авів).

## Виступи за збірні
2011 року провів 11 ігор у складі юнацької збірної Сербії (U-19).

## Титули і досягнення
- Володар Кубка угорської ліги (1):

«Фегервар»: 2011-12
- Володар Суперкубка Угорщини (1):

«Фегервар»: 2012
- Чемпіон Ізраїлю (1):

«Маккабі» (Тель-Авів): 2019-20
- Володар Кубка Ізраїлю (1):

«Маккабі» (Тель-Авів): 2020-21
- Володар Кубка Тото (2):

«Маккабі» (Тель-Авів): 2018-19, 2020
- Володар Суперкубка Ізраїлю (2):

«Маккабі» (Тель-Авів): 2019, 2020